# Brote de enfermedad por el virus de Marburgo en Ghana de 2022
En julio de 2022, se produjo un brote de la enfermedad del virus de Marburgo en Ghana. El país notificó dos casos positivos el 8 de julio. Después de la confirmación por parte de la Organización Mundial de la Salud, es el primer brote de este tipo en Ghana.

## Brote
Dos personas en la región sur de Ashanti de Ghana desarrollaron síntomas similares a la enfermedad de Marburg, que incluyen diarrea, fiebre, náuseas y emesis, antes de morir en un hospital. Las dos víctimas no tenían parentesco. Las pruebas para el virus de Marburg realizadas en Ghana dieron positivo para ambos. Esto se reveló el 8 de julio de 2022. Según las Naciones Unidas, los casos, si son confirmados por la Organización Mundial de la Salud (OMS), serán los primeros casos de este tipo de Marburg en Ghana. Se enviaron muestras al Instituto Pasteur en Dakar, Senegal, para realizar más pruebas.
El brote fue confirmado por la Organización Mundial de la Salud el 17 de julio de 2022, lo que lo convierte en el primer brote de este tipo en Ghana. El brote sigue a otro que ocurrió en Guinea el año anterior.

## Reacciones
La OMS se está preparando para un posible brote y está desplegando expertos para ayudar en los esfuerzos de salud pública de Ghana.